# The Austonian
De Austonian is een woonwolkenkrabber in het centrum van Austin, Texas, Verenigde Staten. Op 208 meter lang met 56 verdiepingen, is het gebouw de op een na hoogste in Austin, na The Independent en met de 360 Condominiums achter zich. Het is ook het op een na hoogste gebouw in Texas buiten Houston en Dallas, en het op een na hoogste gebouw voor alle woningen in Noord-Amerika ten westen van de rivier de Mississippi (beide achter The Independent).

## Geschiedenis
De grondwerkzaamheden begon op 31 augustus 2007. Op 4 juni 2009 werd de 47e verdieping van de Austonian gestort, wat betekent dat de Austonian de Frost Bank Tower overtrof om het op een na hoogste gebouw te worden in Austin . Op 1 juli 2009 heeft The Austonian 360 Condominiums ingehaald om het hoogste woongebouw in Austin te worden. De buitenkant van het gebouw werd voltooid in 2010, een periode van bijna 2,5 jaar sinds het baanbrekend was. De Austonian opende in het weekend van 15-16 mei 2010 door de gastheer voor het Women's Symphony League Designer Showhouse 2010. Het Showhouse was de laatste gelegenheid voor het publiek om het pand te zien voordat bewoners in juni 2010 in het gebouw begonnen te trekken. De Austonian ontving een vier sterren beoordeling van Austin Energy Green Building in november 2010, waarmee het het enige hoge woongebouw in Downtown Austin is dat een dergelijke rating heeft gekregen.
In 2015, nadat een aantal betonnen scherven van balkons was gevallen, werd ontdekt dat de balkons onjuist waren gebouwd: water kon in de stalen wapeningsstaaf komen, waardoor ze roestten en uitzetten, omdat de stalen wapeningsstap te dichtbij was naar de buitenrand van de betonnen plaat. Reparaties kosten naar schatting meer dan 13 miljoen dollar (bijna 12 miljoen euro) en zijn in 2019 voltooid.